# Улан-Уде
Улан-Уде (до 1934 року — Верхньоу́динськ; бур. Улаан Үдэ; рос. Улан-Удэ) — столиця та найбільше місто республіки Бурятія, РФ.

## Географія
Місто розташоване у Забайкаллі, при впаданні річки Уди в Селенгу, за сто кілометрів на схід від Байкалу.

## Клімат
У місті різко-континентальний клімат, з холодною зимою та спекотним літом. Зима холодна, із сухим морозом та малою кількістю снігу. Весна вітряна, із заморозками та майже без опадів. Літо коротке, зі спекотними днями та прохолодними ночами, з рясними опадами у липні і серпні. Осінь настає непомітно, без різкої зміни погоди, в окремі роки вона буває довгою та теплою.
| Клімат Улан-Уде                            | Клімат Улан-Уде | Клімат Улан-Уде | Клімат Улан-Уде | Клімат Улан-Уде | Клімат Улан-Уде | Клімат Улан-Уде | Клімат Улан-Уде | Клімат Улан-Уде | Клімат Улан-Уде | Клімат Улан-Уде | Клімат Улан-Уде | Клімат Улан-Уде | Клімат Улан-Уде |
| Показник                                   | Січ.            | Лют.            | Бер.            | Квіт.           | Трав.           | Черв.           | Лип.            | Серп.           | Вер.            | Жовт.           | Лист.           | Груд.           | Рік             |
| Абсолютний максимум, °C                    | −0,4            | 7,9             | 18,4            | 28,7            | 35,6            | 40,0            | 40,6            | 39,7            | 32,2            | 24,7            | 11,3            | 5,2             |                 |
| Середній максимум, °C                      | −17,9           | −10,9           | −0,3            | 9,8             | 18,7            | 24,5            | 26,6            | 23,6            | 16,5            | 6,9             | −5              | −14,5           | 6,5             |
| Середня температура, °C                    | −23,3           | −18             | −7,4            | 2,4             | 10,6            | 16,9            | 19,8            | 17,1            | 9,6             | 0,7             | −10,1           | −19,3           | −0,1            |
| Середній мінімум, °C                       | −27,6           | −24             | −13,7           | −3,7            | 3,6             | 10,5            | 14,2            | 11,8            | 4,3             | −4              | −14,3           | −23,2           | −5,5            |
| Абсолютний мінімум, °C                     | −54,4           | −44,9           | −40,4           | −28             | −15,1           | −3,9            | 1,2             | −4              | −11,4           | −27,9           | −38             | −48,8           |                 |
| Середня кількість сонячних годин на місяць | 115             | 155             | 225             | 248             | 287             | 288             | 270             | 247             | 211             | 167             | 113             | 92              | 2418            |
| Норма опадів, мм                           | 5               | 3               | 3               | 6               | 18              | 43              | 65              | 68              | 28              | 8               | 10              | 9               | 265             |
| Днів з дощем                               | 0               | 0,04            | 1               | 6               | 10              | 14              | 16              | 15              | 13              | 7               | 1               | 0               | 83              |
| Днів зі снігом                             | 15              | 11              | 9               | 8               | 2               | 0,03            | 0               | 0               | 1               | 8               | 17              | 18              | 89              |
| Вологість повітря, %                       | 77              | 75              | 66              | 53              | 49              | 57              | 64              | 69              | 68              | 68              | 76              | 78              | 67              |
| ------------------------------------------ | --------------- | --------------- | --------------- | --------------- | --------------- | --------------- | --------------- | --------------- | --------------- | --------------- | --------------- | --------------- | --------------- |

## Історія
Засноване у 1666 році як козацьке зимове поселення Удинське на річці Уда для збору ясака з евенків і бурят. З 1678 року відомий як Удинський острог. У 1689 році перетворений на фортецю Верхньоудинську.
З 1690  острог набув статусу міста і назву Удинськ, у 1735 році поселення було перейменовано на Верхньоудинськ.
У 1775  отримав статус міста і герб згідно з Грамотою вольностей містам Катерини II, з 1783 року - повітове місто Іркутської губернії . У XVIII-початку XX століть - адміністративний, військовий, культурний, торгово-промисловий центр Західного Забайкалля - Забайкальської області, а також адміністративний центр Верхньоудинського повіту.
З 1873 — повітове містечко Верхньоудинського Іркутського намісництва (згодом губернії).

## Світлини Улан-Уде

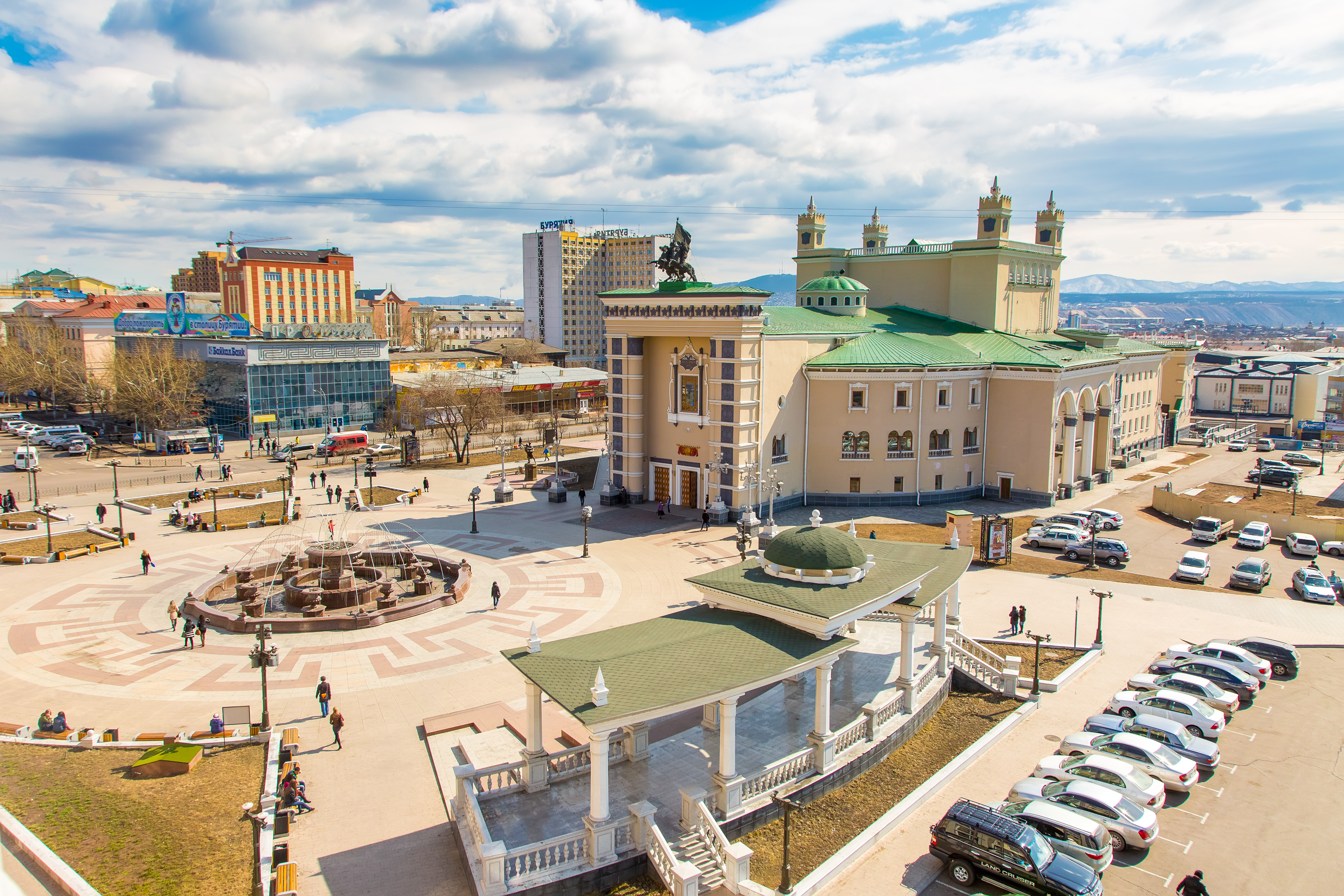
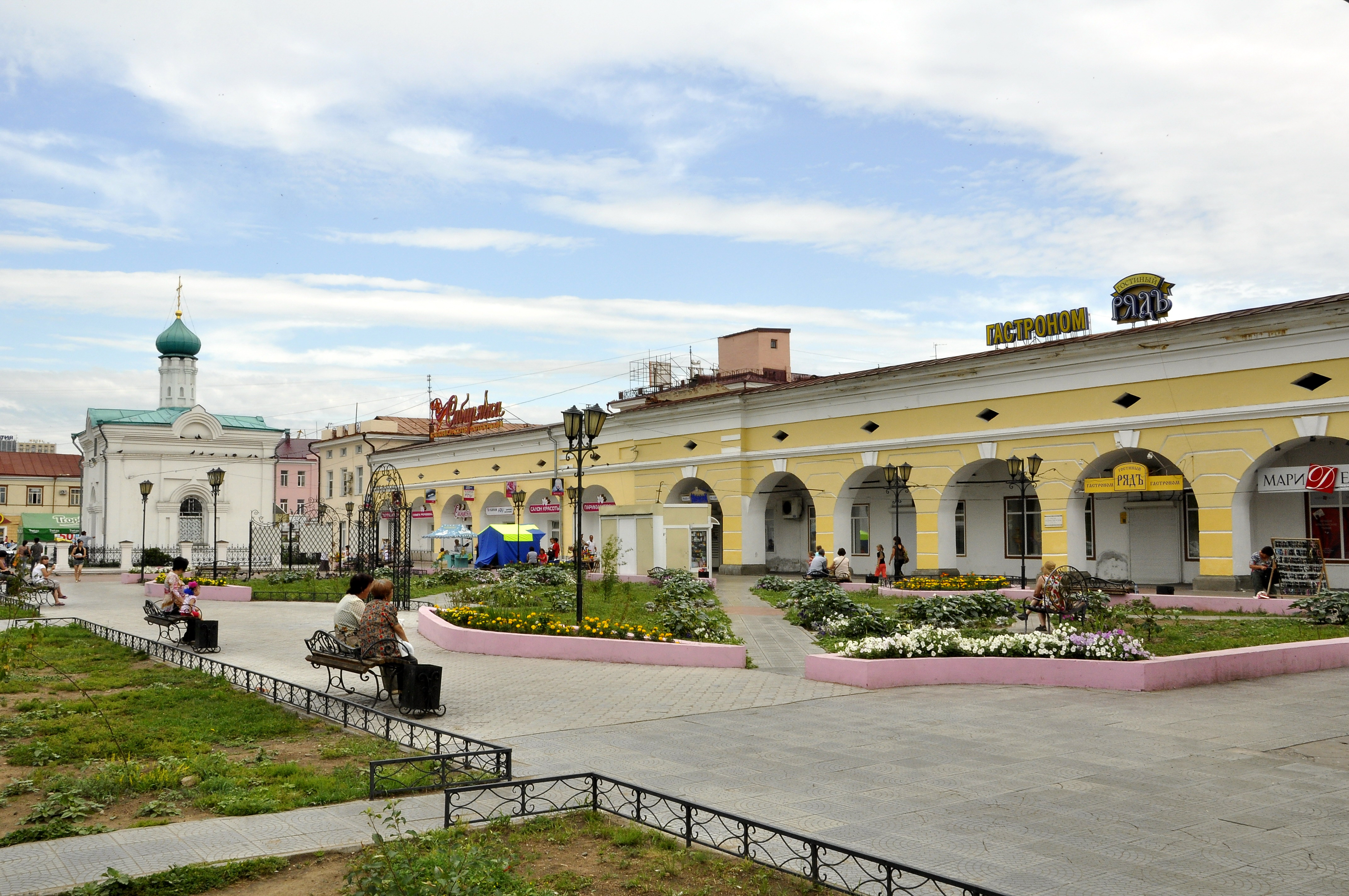
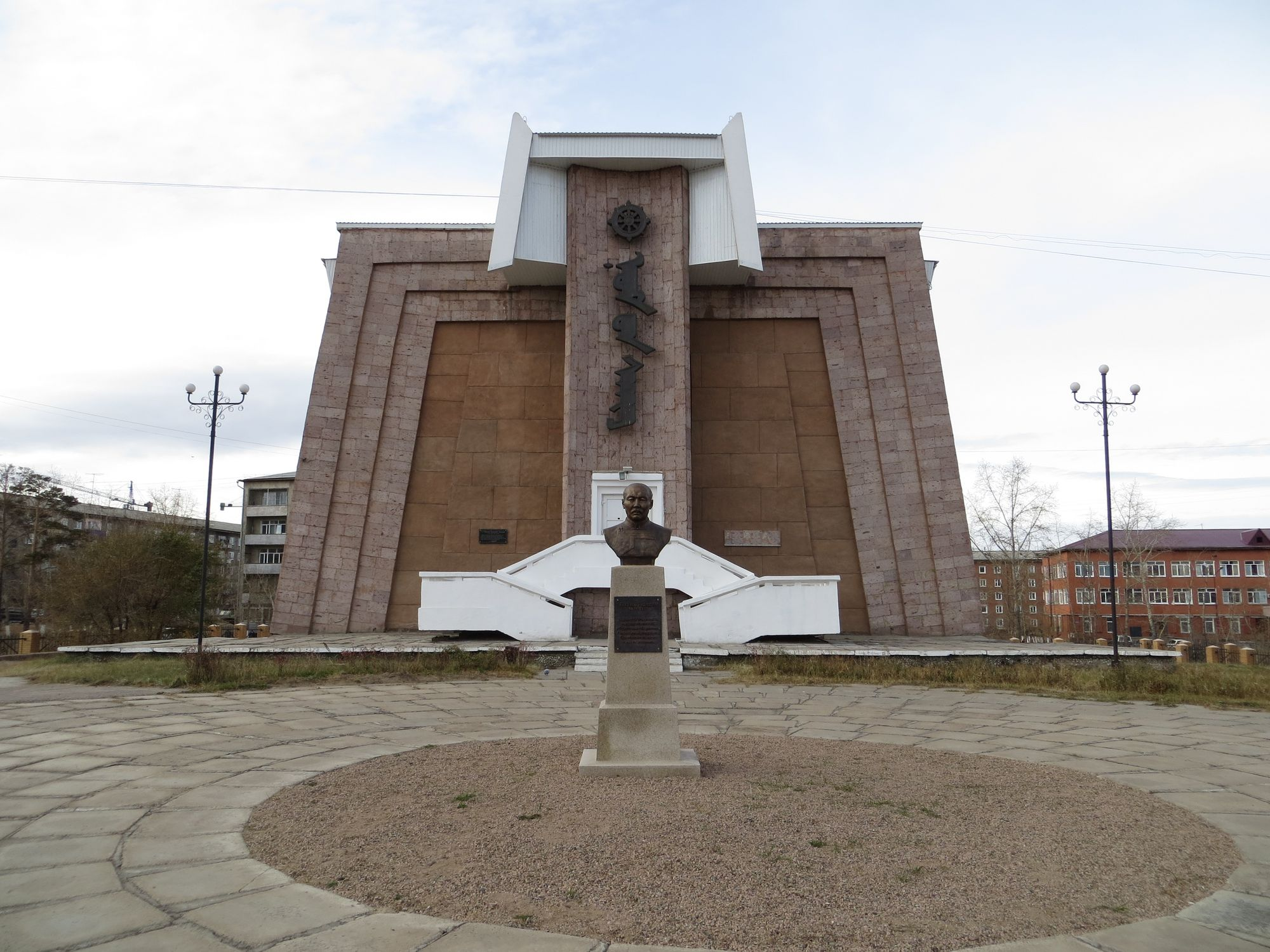
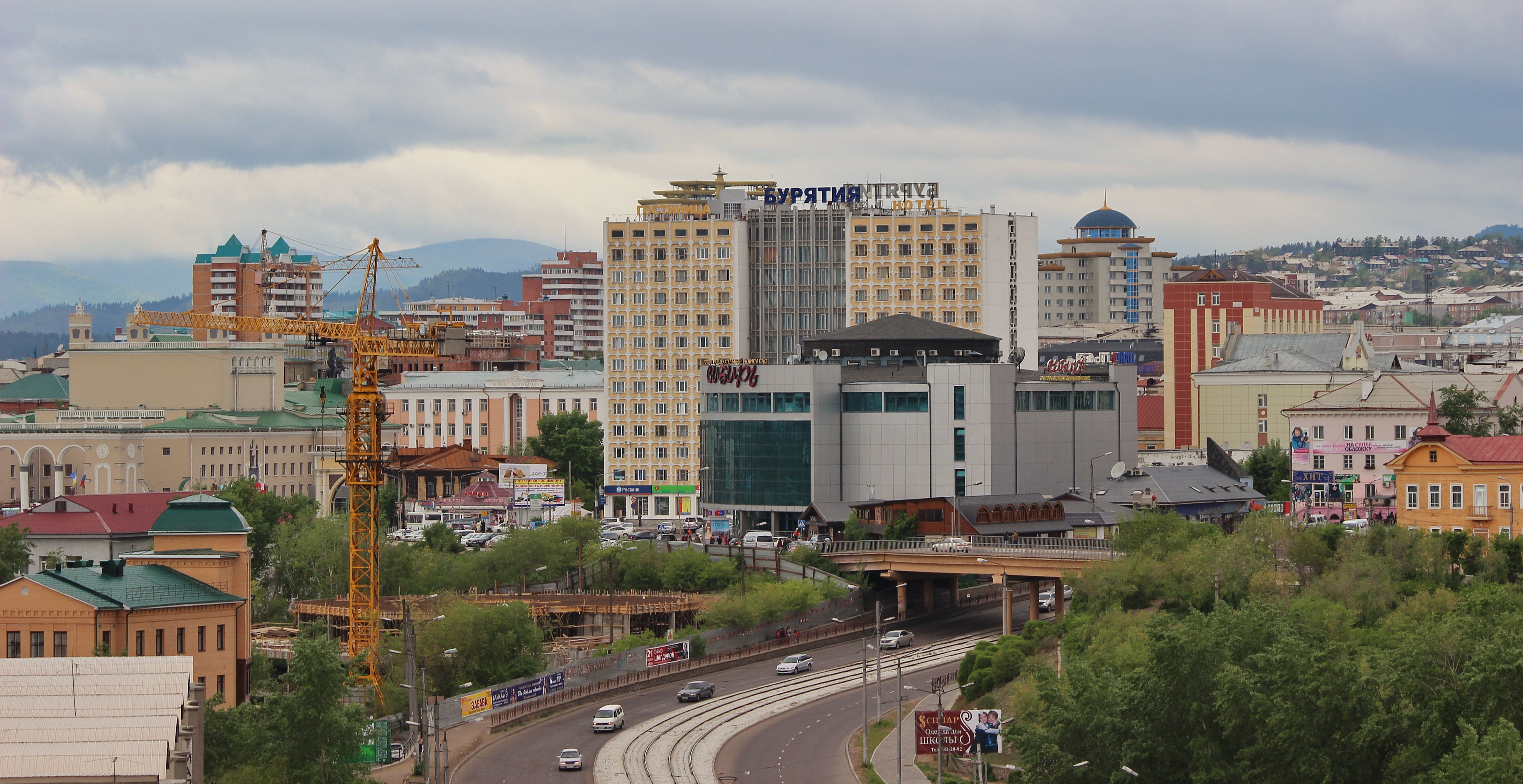
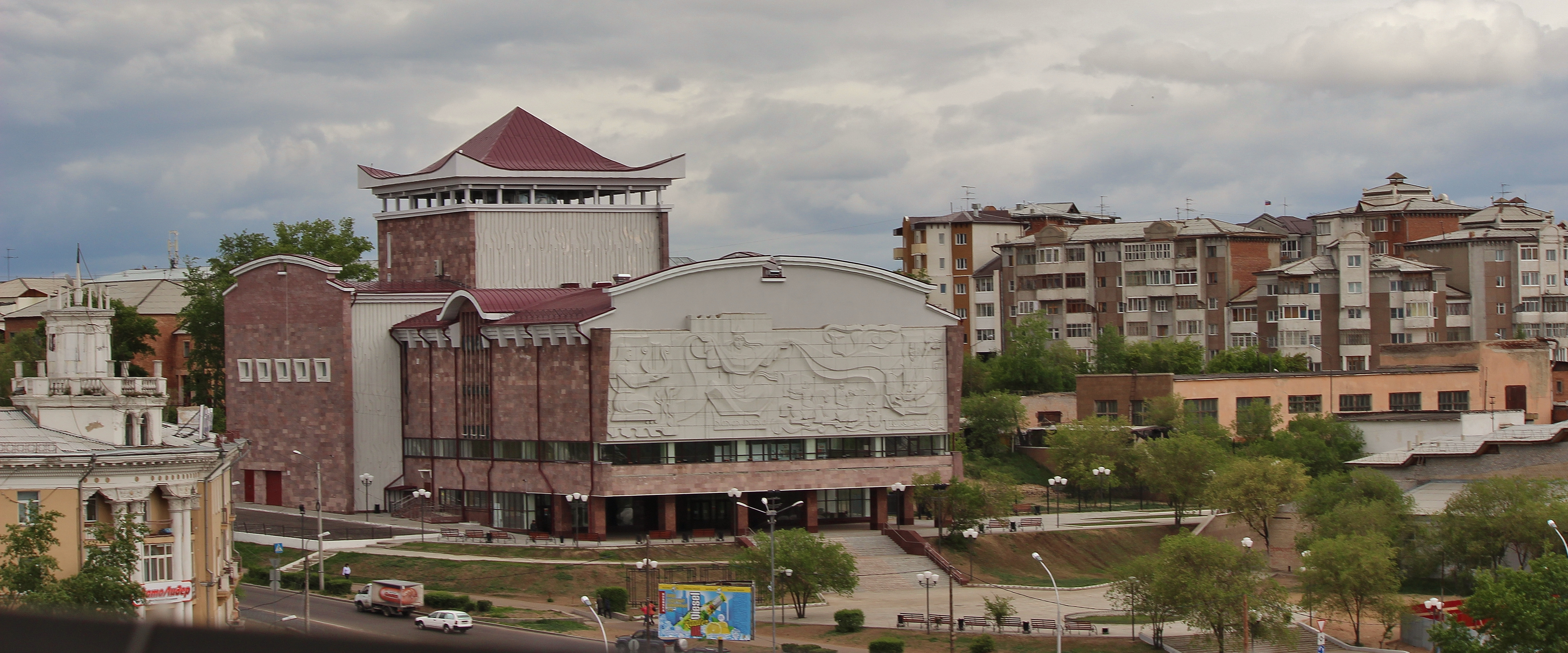

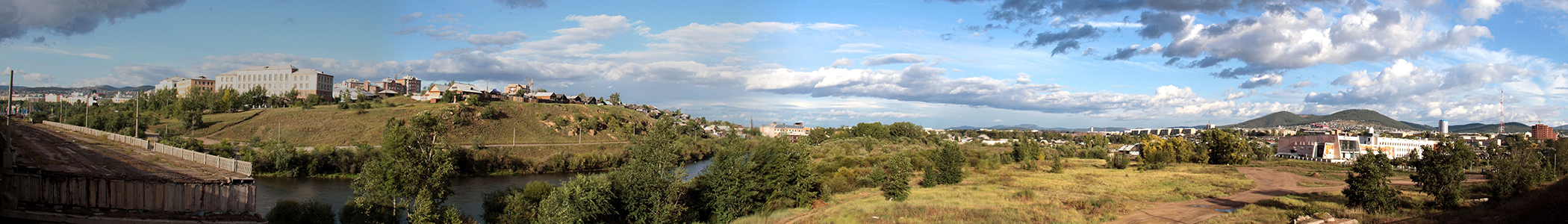

## Уродженці
- Балацький Олег Федорович (1937—2012) — український вчений, інженер та педагог.
- Балдаєв Данциг Сергійович (1925—2005) — співробітник НКВС і МВС СРСР, автор праць із судової медицини.
- Беганська Ядвіга Йосифівна (1908—1992) — білоруська прозаїк, перекладачка.
- Гор Геннадій Самоїлович (1907—1981) — російський письменник.
- Сахалтуєв Радна Пилипович (* 1935) — радянський та український художник
- Серебренников Сергій Олександрович (* 1976) — колишній російський та український футболіст, тепер — футбольний агент.
- Шерстобитов Євген Фірсович (1928—2008) — радянський, російський та український кінорежисер, сценарист
- Шумяцький Борис Захарович (1886—1938) — російський політичний діяч, організатор кіновиробництва.
- Гармажапова Олександра Циренівна (1989) — російська журналістка.

## Адміністративний поділ
У складі міста створено три райони:
- Залізничний;
- Жовтневий;
- Радянський.